# 谷内清巌
谷内 清巌（たにうち せいがん、1868年11月19日（明治元年10月6日） - 1953年（昭和28年）9月6日）は、日本の真言宗の僧、仏教学者。京都・高雄の神護寺の貫主を務めた。京都大学教授。

## 来歴・人物
兵庫県淡路島生まれ。嵯峨大覚寺の宗務総長を務めた後、神護寺の貫主となる。
書道を能くし、号は白雪道人。